# بوشلاره
بوشلاره (به لهستانی:  Buślary) یک روستا در لهستان است که در گمینا پووچن-زدروی واقع شده‌است.